# Guineica
Guineica is een geslacht van kevers uit de familie van de loopkevers (Carabidae). De wetenschappelijke naam van het geslacht is voor het eerst geldig gepubliceerd in 1963 door Rivalier.

## Soorten
Het geslacht Guineica omvat de volgende soorten:
- Guineica inaequidens (Brouerius van Nidek, 1959)
- Guineica tetrachoides (Gestro, 1876)